# Feleti Kaitu'u
Pas d'image ? Cliquez ici

a Compétitions nationales et continentales officielles uniquement.

b Matchs officiels uniquement.
Dernière mise à jour le 13 décembre 2024.
Feleti Kaitu'u, né le 30 décembre 1994 à Newcastle (Australie), est un joueur international australien de rugby à XV, évoluant au poste de talonneur au Racing 92.

## Biographie
Feleti Kaitu'u naît le 30 décembre 1994 à Newcastle en Australie.
Ayant fait ses débuts professionnels en rugby à XV avec Queensland Country, il rejoint la Western Force en 2018 et remporte la saison 2019 du National Rugby Championship,.
À la suite de la saison 2021 de Super Rugby, il est appelé pour la première fois en équipe d'Australie, disputant trois matchs de Rugby Championship contre l'Afrique du Sud et l'Argentine, les remportant tous.
Après une nouvelle saison de Super Rugby, dont il est promu capitaine de la Western Force, Feleti Kaitu'u est sélectionné pour jouer la Coupe des nations du Pacifique 2022 avec l'équipe d'Australie A (en), la réserve des Wallabies, jouant contre les Fidji et les Samoa.
Après la saison 2023 de Super Rugby, il rejoint l'équipe de Tasman pour la saison 2023 du Championnat des provinces néo-zélandaises.
Le 15 septembre 2024, il est annoncé au Racing 92, jouant en Top 14, comme joker médical de Janick Tarrit et Camille Chat.